# Jus gentium
Jus gentium (право народів, переґринське право) — термін, що виник в  Стародавньому Римі і означає правові норми по відношенню до підкорених і союзних народів. Дані правові норми були частиною римського законодавства і склалися під час вирішення спорів між римськими громадянами і іноземцями (переґрінами).
Jus gentium з'явилося в другій половині існування Республіки в Стародавньому Римі, коли він став центром всесвітньої торгівлі. Це поняття ввів Доміцій Ульпіан, що поділив право на три роди (за природою норм права):
Перший — Природне право, яке стосується усіх живих істот.
Другий — Право народів (Jus gentium), яке стосується всіх людей, зокрема й іноземців.
Третій — Цивільне право (jus civile), яке належить до відомого політичного цілого, стосується лише громадян Риму. 
З розвитком торгівлі в Римську Республіку стали прибувати торговці з різних країн, які іменувалися іноземцями (peregrini). Так як jus civile не передбачало для іноземців ніякого захисту, виникла необхідність врегулювання правових відносин як між самими іноземцями на території Риму, так і у випадку, коли однією стороною був римський громадянин, а іншою — іноземець.
Джерелами jus gentium є едикти преторів і магістратів у справах іноземців.
У порівнянні з jus civile право народів (Jus gentium) високорозвинене, має добре розроблені юридичні конструкції.
У jus gentium з'являються нові засоби захисту: преторські позови,  реституція,  інтердикт і введення у володіння (непозовний спосіб захисту).
У jus gentium з'являється критерій доброї совісті (bonae fidei) і справедливості (aequitas) при вирішенні питання про дійсність угоди. На відміну від jus civile, де була важлива форма угоди, в jus gentium на перше місце вийшов критерій змісту правочину. Угода могла бути визнана дійсною і з порушенням форми.
Jus gentium втратило своє значення після прийняття закону Каракалли у 212 році. За цим законом всі жителі Римської держави наділялися Римським громадянством.
В епоху рецепції римського права в Європі «jus gentium» призвів до виникнення в науці та практиці держав поняття «міжнародне право».